# Séoune
Séoune – rzeka we Francji, przepływająca przez tereny departamentów Lot, Tarn i Garonna oraz Lot i Garonna, o długości 64,9 km. Stanowi prawy dopływ rzeki Garonny.